# Замок Дунанс

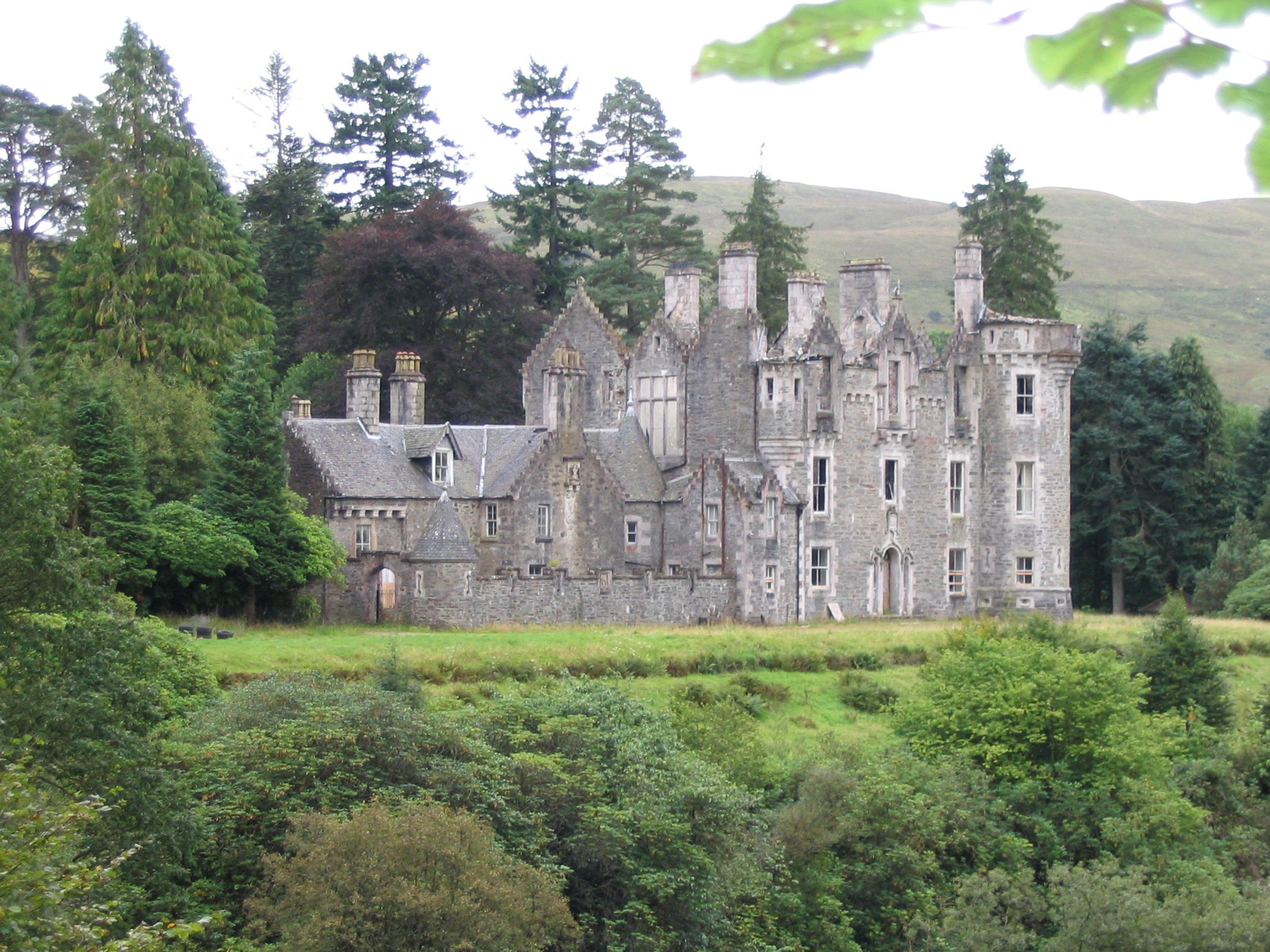
Вид на Замок Дунанс з дороги; досі жила будівля Дунанс-Хауз помітна зліва

За́мок Ду́нанс (англ. Dunans Castle) — історична будівля, що розташована у лощині Глендаруел на півострові Коуел у провінції Аргайл-і-Б'ют, Шотландія. Будівлі в Доуненсі (англ. Dounens) вперше були зображені на карті у 1590 р. У 1864 р. Дунанс-Хауз (англ. Dunans House) у ході реконструкції був перетворений на замок. У наш час маєток Дунанс-Касл (Замок Дунанс) включає 16 акрів землі (65 тис. м. кв.), хоча сам замок у 2001 р. був зруйнований пожежею.

## Історія

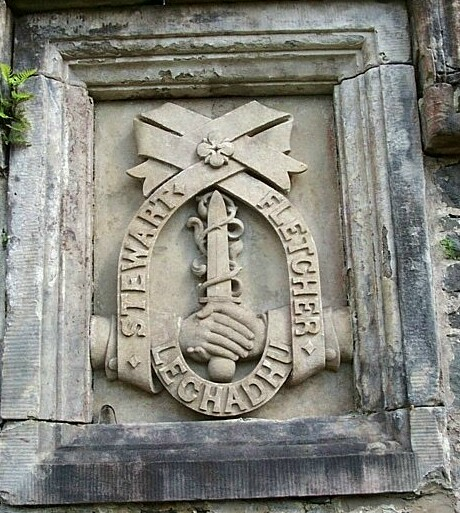
Барельєф з дивізом «LECHADHU» («Разом у віддаленні») вказує на міцні зв'язки кланів Флетчер та Стюарт-з-Аппіну

Протягом більше ніж двох століть Дунанс був резиденцією клану Флетчерів, які переїхали сюди між 1715 р. і 1745 р., узявши із собою двері зі своєї попередньої резиденції — Замку Ачалладер. Ці двері використовувалися у родинній каплиці, але були втрачені у 1999 році. Оригінальний особняк у стилі франко-шотландського баронського замку (проект архітектора Ендрю Керра) був доповнений 4 основними кімнатами та 6 спальнями. Замок Дунанс перестав належати родині Флетчерів у 1997 році, після того як разом із 3000 акрів землі маєтку був проданий спадкоємцями полковника Арчібальда Флетчера.
Після низки фінансових проблем, деякий час у замку функціонував готель, але 14 січня 2001 року будівля була зруйнована пожежею. Пожежа розпочалася на горищі та знищила три поверхи. Неушкодженим залишилося тільки до-Вікторіанське західне крило замку. Оскільки тодішнім власником замку, Євою Лукас-Гарденер, було проігноровано застереження експертів щодо пожежної небезпечності камінів замку, страхова компанія відмовилася здійснювати страхові виплати і замок було покинуто. Новим власником Замку Дунанс у 2002 році став Чарльз Селвін Діксон-Спейн, який заснував «Благодійний фонд Дунанс» (англ. Dunans Charitable Trust), який згодом було перейменовано у «Проект Спадщина Дунанс» (англ. Dunans Heritage Project), та розпочав реставраційні роботи. Проте, наразі будівля все ще залишається у неналежному стані.

## Будівлі замку

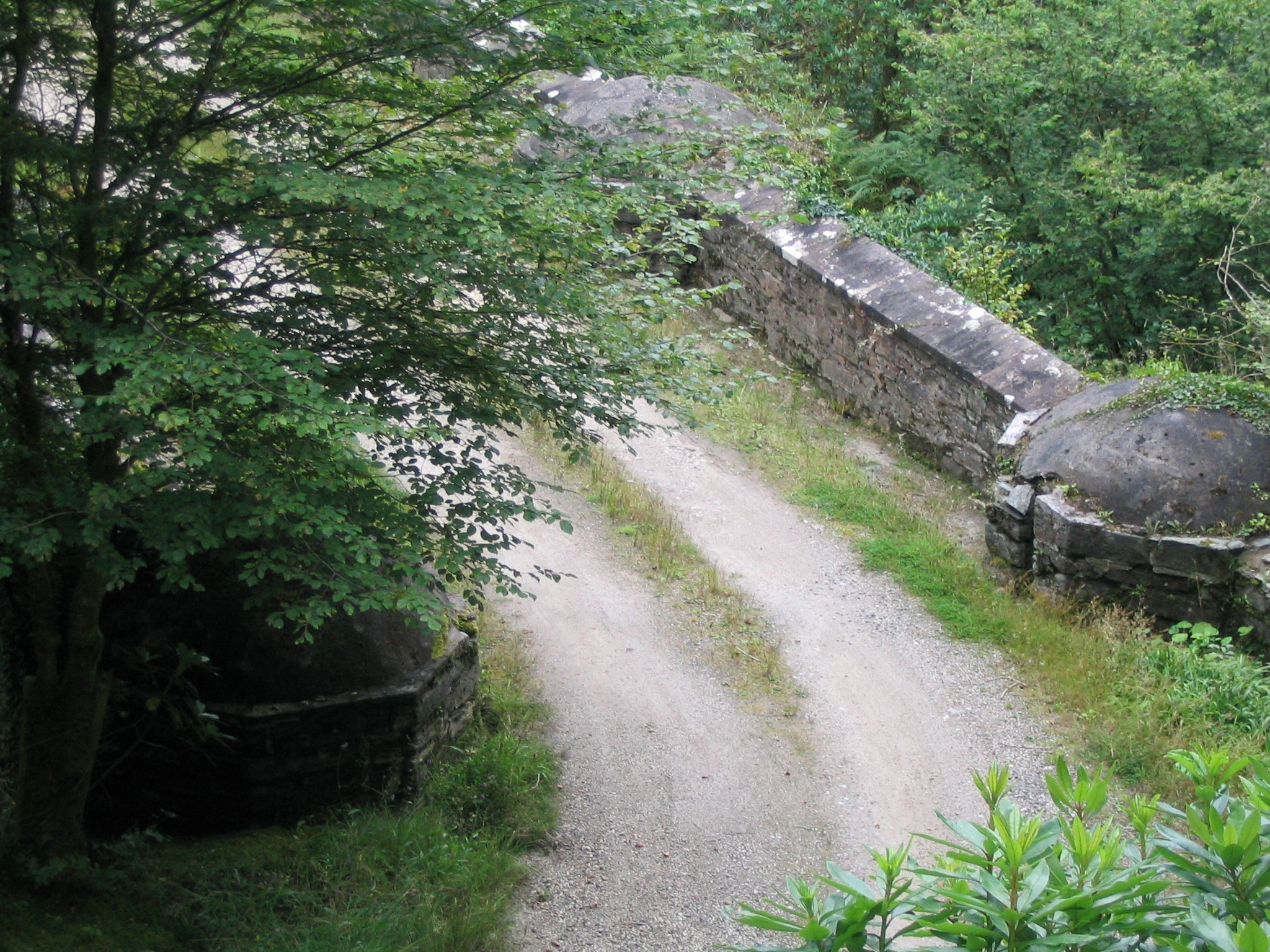
Міст Дунанс

До Замку Дунанс можна потрапити через Міст Дунанс, побудований у 1815 році за проектом архітектора Томаса Телфорда в пам'ять про участь у Битві при Ватерлоо Джона Флетчера.
Складовою маєтку Дунанс, яка все ще залишається у власності клану Флетчерів, є Мавзолей Флетчерів-з-Дунансу, що розташований у садах сусіднього маєтку Стронардрон-Хауз.
Іншими будівлями, що колись входили до маєтку Дунанс, але тепер належать до приватної власності інших осіб, є Сторожка Дунанс — оригінальна будівля, що захищала ворота замку, та Дунанс-Коттедж — 2 працюючі котеджі, що об'єднані в межах однієї будівлі.

## Привиди Замку Дунанс
Відповідно до старовинних легенд та слів очевидців і власників, у Замку Дунанс є як мінімум три привиди:
1. Сіра Леді — привид жінки, одягненої у вбрання сірого кольору; історія походження цього привида наразі невідома.
2. Привид робітника, який загинув 1815 р. при будівництві Мосту Дунанс.
3. Привид робітника, який помер у замку в середині XX ст.

## Купівля-продаж шотландського титулу «Лерд Дунанс» («Laird of Dunans»)

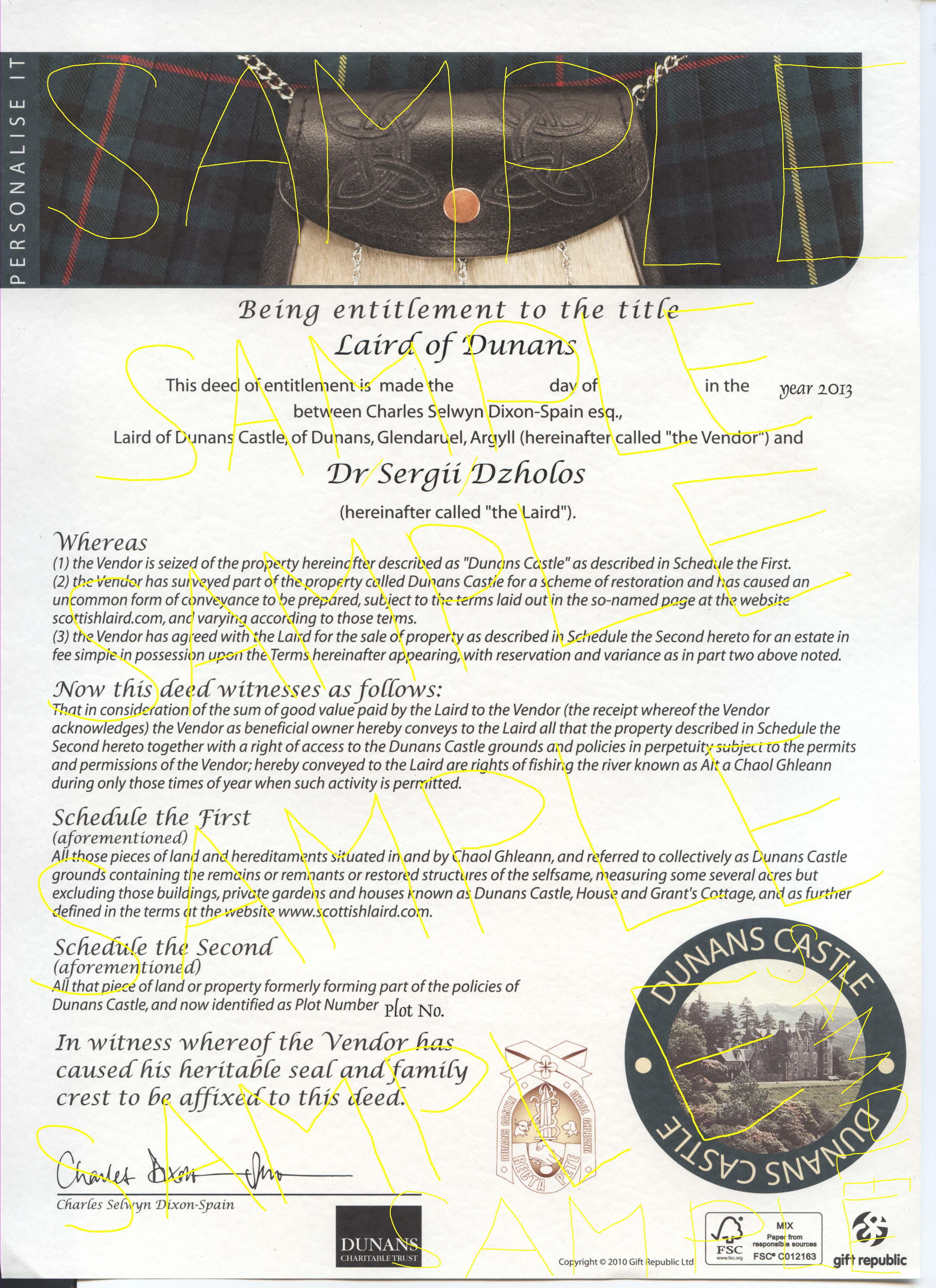
Документ, що підтверджує право власності на 1 кв. фут землі Замку Дунанс та надає титул "Лерд Дунанс" Сергію Джолосу

Нинішні власники Замку Дунанс заснували проект «Шотландський Лерд» («Scottish Laird»), за яким кожен охочий може купити (у приватну власність) «сувенірну» земельну ділянку площею 1 квадратний фут в Замку Дунанс (Шотландія), що дає право використовувати титул «Лерд Дунанс» («Laird of Dunans») або «Леді Дунанс» («Lady of Dunans»). Власники «сувенірного» одного квадратного футу землі Замку Дунанс та титулу Лерд Дунанс можуть використовувати символіку замку, у тому числі герб, тартан (шотландський традиційний орнамент із вертикальних і горизонтальних смуг, що використовується для відображення соціального становища особи та її приналежності до певного клану Шотландії), кілт, гербовий папір, гербові поштові конверти і т.ін. Також, лерди Дунансу запрошуються на екскурсію до замку та прилеглих територій. Гроші, виручені з продажу земельних ділянок в один квадратний фут, використовуються для фінансування реконструкції замку.
Попри ту обставину, що кілька сайтів в Інтернеті (наприклад Ebay) здійснюють продаж земельних ділянок в один квадратний фут (причому, не тільки в маєтку Дунанс, але й у маєтках Бандрум (Bandrum), Блеквуд (Blackwood), Гленко (Glencoe), Кінкавел (Kincavel), Лохабер (Lochaber) та ін.), Суд Лорда Ліона (Court of the Lord Lyon), офіційного герольда Шотландії, вважає подібні титули беззмістовними, оскільки один маєток в один час не може мати кількох лордів. До того ж, Шотландський Земельний Регістр (Scottish Land Register) не передбачає реєстрації індивідуального права власності на такі маленькі земельні ділянки.

## Правові засади купівлі-продажу 1 кв. фута землі та титулу «Лерд Дунанс» («Laird of Dunans»)
Слово «Лерд» («Laird») має кілька значень. У вузькому розумінні воно означає представника нетитулованого дворянства Шотландії, т.зв. «джентрі», що займає проміжне становище між перами і йоменами. Лерди, на відміну від титулованих лордів, брали участь у роботі парламенту не безпосередньо, а через представників.
У широкому значенні, слово «лерд» означає «землевласник» (в цьому плані слово «лерд» («laird») з англо-шотландської мови може бути перекладене як «лорд» («lord»)
, «особа, яка володіє землею в Шотландії» і застосовується як титул ввічливості до шотландського землевласника, аби підкреслити його статус.
Лерди належать до джентрі та у таблиці першості нетитулованого дворянства за Статутами 1592 р. (Non-peerage table of precedence in the Statutes of 1592) та Баронетськими Гарантіями короля Карла I (Baronetcy Warrants of King Charles I) розташовані нижче баронів, баронетів і лицарів, але вище есквайрів та джентльменів.
Загалом, термін «лерд» є не стільки дворянським титулом, скільки назвою особи (незалежно від статі), що володіє спадковим речовим правом на матеріальний об'єкт (землю), тож звання «лерд» не може бути відчужене без самої земельної ділянки.
Титул «лерд» не дає права засідати у Палаті Лордів. Тож, він є своєрідним шотландським еквівалентом англійського поняття «сквайр».
Закон про реєстрацію землі (в Шотландії) 1979 р. (Land Registration (Scotland) Act 1979) визначає, що сувенірна ділянка землі — це «ділянка землі, яка має незначний розмір та не має практичної корисності, з огляду на що малоймовірне її виділення, за виключенням цілі просто володіти нею, або з сентиментальних причин, або з пам'ятною метою». Згідно з Законом, сувенірні земельні ділянки не підлягають реєстрації Хранителем Шотландського Земельного Регістру (The Keeper of Scottish Land Register).
Законодавче визначення поняття сувенірних земельних ділянок та цілей, з якими вони можуть бути виділені, вказує на юридичне визнання їх існування. З іншого боку, той факт, що сувенірні земельні ділянки не підлягають державній реєстрації, дає підстави вважати, що відчуження та визначення юридичної долі таких ділянок може відбуватися відповідно до Договірного права (Contract Law) без державної реєстрації відповідних правочинів (так само, як, наприклад, договір купівлі-продажу книги, сокири, хліба, надувного човна тощо). 

Відомим юридичним прецедентом, що засвідчив визнання продажу сувенірних земельних ділянок без державної реєстрації відповідно до Договірного права, став випадок з полем Елісз Медоу (Alice's Meadow), приход Фенкотт-і-Муркотт (parish of Fencott and Murcott), графство Оксфордшир (Oxfordshire). У 1980-х рр. Міністерство транспорту Великої Британії вирішило будувати дорогу через поле Елісз Медоу, яке мало бути експропрійоване «в інтересах суспільства». Проти цього виступала природоохоронна організація «Друзі Землі» («Friends of the Earth»). Коли законний власник поля вичерпав усі можливості оскарження таких рішень, Джо Вестон (Joe Weston) порадив йому розділити поле на маленькі діляночки і продати їх окремо 3500 учасників названої вище природоохоронної організації. Таким чином, примусове відчуження поля Елісз Медоу з мотивів «суспільної необхідності» було унеможливлене, оскільки таке рішення могло бути опротестоване в суді кожним окремим власником, а розгляд 3500 судових позовів зайняв би надзвичайно багато часу. Така ситуація стала можливою внаслідок того, що відповідно до чинних правил Земельного Регістру (HM Land Registry) Англії та Уельсу, правочини, пов'язані з невеликими ділянками землі, були звільнені від державної реєстрації. В Англії та Уельсі правила Земельного Регістру були переглянуті, і тепер будь-яка операція із землею підлягає державній реєстрації. Проте, відповідно до правил Земельного Регістру Шотландії та Північної Ірландії маленькі «сувенірні земельні ділянки» досі спеціально звільнені від реєстрації. Зараз поле Елісз Медоу управляється Приходською радою Фенкотт-і-Муркотт (Fencott and Murcott Parish Council) та використовується для випасу худоби Alice's Meadow.
Тож, хоча процедура відчуження (купівлі-продажу, дарування тощо) сувенірних земельних ділянок правом Шотландії остаточно не врегульована, виходячи з наведених вище положень, принципів верховенства права, свободи договору та загально-дозвільного принципу правового регулювання («Дозволено все, що прямо не заборонено законом»), а також враховуючи відсутність переслідування за законом правоохоронними органами продавців і покупців сувенірних земельних ділянок, операції з сувенірними земельними ділянками площею в 1 кв. фут (і, відповідно, з титулом «лерд») не є протизаконними, тобто є законними.

## Основні власники Замку Дунанс

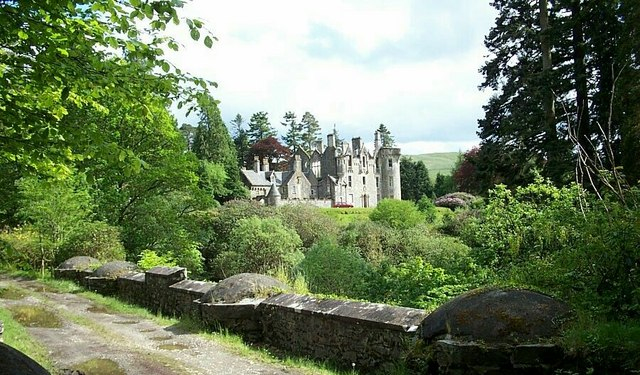
Вид на Замок Дунанс з Мосту Дунанс

1. Арчібальд Флетчер, 9-й вождь клану Флетчер (Archibald Fletcher, 9th Chief) — володів замком як мінімум з 1745 і до 1763 рр. (1745 р. був записаний як мешканець замку, хоча міг жити в ньому ще з будь-якого часу між 1715 р. і 1745 р., коли Флетчери переїхали до Замку Дунанс).
2. Ангус Флетчер, 10-й вождь клану Флетчер (Angus Fletcher, 10th Chief) — володів замком у 1763–1807 рр.
3. Джон Флетчер, 11-й вождь клану Флетчер (John Fletcher, 11th Chief) — володів замком у 1807–1822 рр., при ньому було збудовано Міст Дунанс за проектом архітектора Томаса Телфорда у 1815 р.
4. Ангус Флетчер, 12-й вождь клану Флетчер (Angus Fletcher, 12th Chief) — володів замком у 1822–1875 рр., провів готичну перебудову замку за проектом Ендрю Керра.
5. Гарріет Флетчер і Бернард Джеймс Куддон-Флетчер (Harriet Fletcher and Bernard James Cuddon-Fletcher) — володіли замком у 1875–1889 рр. Куддон взяв прізвище дружини, як і їх діти, тримаючи нерухомості на ім'я Флетчера.
6. Бернард Джеймс Куддон-Флетчер (Bernard James Cuddon-Fletcher) — володів замком у 1889–1934 рр., володів маєтком за власним правом між смертю дружини та його власною загибеллю.
7. Ендрю Вільям Флетчер та Ян-Арчібальд Флетчер (Andrew William Fletcher and Ian Archibald Fletcher) — володіли замком у 1934 р., замок був поділений між 3-м і 4-м синами попередніх власників.
8. Ян Арчібальд Флетчер (Ian Archibald Fletcher) — володів замком у 1934–1962 рр., викупив частку свого брата, після того як замок був залишений у спадщину їм обом.
9. Полковник Арчібальд Ян Дуглас «Арчі» Флетчер (Colonel Archibald Ian Douglas «Archie» Fletcher) — володів замком у 1962–1997 рр., після його смерті, його нащадки продали замок, внаслідок чого він перестав належати родині Флетчерів[22][23].
10. Роберт Девід Лукас-Гардінер та Єва Тереза Лукас-Гардінер (Robert David Lucas-Gardiner and Ewa Jheresa Lucas-Gardiner) — володіли замком у 1998–2002 рр.[24], саме тоді сталася трагічна пожежа 14 січня 2001 р., яка заподіяла замку значної шкоди.
11. Чарльз Селвін Діксон-Спейн та Седі Міхаела Діксон-Спейн (Charles Selwyn Dixon-Spain and Sadie Michaela Dixon-Spain) — володіють замком з 2002 р., викупили руїни замку за 230 тис. фунтів стерлінгів, започаткували програму продажу сувенірних земельних ділянок в 1 кв. фут та титулу «Лерд Дунанс» для збору грошей на відновлення замку; продовжують здійснювати ремонт замку[25].